# Leptodon
A Leptodon a madarak osztályának vágómadár-alakúak (Accipitriformes) rendjébe, a vágómadárfélék (Accipitridae) családjába és a darázsölyvformák (Perninae) alcsaládjába tartozó nem.

## Rendszerezésük
A nemet Carl Jakob Sundevall svéd zoológus írta le 1836-ban, az alábbi 2 faj tartozik ide:
- szalagos darázskánya (Leptodon forbesi)
- szürkefejű darázskánya (Leptodon cayanensis)

## Előfordulásuk
Mexikóban és Dél-Amerika területén honosak. Természetes élőhelyei a szubtrópusi vagy trópusi száraz erdők, síkvidéki esőerdők, mocsári erdők és szavannák. Állandó, nem vonuló fajok.

## Megjelenésük
Testhosszuk 49-54 centiméter körüli.